# Sultan Bathery
 (décembre 2011).
Améliorez-le ou discutez des points à vérifier. 
Sultan Bathery (malayalam : സുല്‍ത്താന്‍ ബത്തേരി) est une ville de taille moyenne du Wayanad, un district du Kerala, en Inde. Elle tire son nom actuel de Tipû Sâhib sultan de Mysore qui a utilisé le temple Jaïn (en) abandonné de Kidanganad et l'a utilisé comme plateforme pour son artillerie au XVIIIe siècle, d'où le nom de "batterie du Sultan".
La ville ne doit pas être confondue avec la tour dite Sultan Battery qui se trouve sur la côte ouest de l'Inde dans la banlieue de Mangalore.

## Climat
Sulthan Bathery a un climat salubre. La pluviométrie moyenne dans ce domaine est de 2322 mm. Lakkidi, Vythiri et Meppadi sont les zones à forte pluviométrie dans le Wayanad. La pluviométrie annuelle dans ces secteurs est élevée, variant de 3 000 à 4 000 mm. Des vents à haute vélocité sont fréquents durant la mousson sud-ouest et sèche vents soufflent en mars-avril. Régions de haute altitude d'expérience froid. En Wayanad (Ambalavayal) la moyenne maximale et la température minimum pour les cinq dernières années étaient de 29 °C et 18 °C respectivement. Ce lieu connaît une forte humidité relative, qui va même jusqu'à 95 pour cent pendant la période de la mousson du Sud-Ouest. L'année compte quatre saisons, à savoir, le temps froid (décembre-février), le temps chaud (mars-mai), Southwest mousson (juin-septembre) et Nord-mousson (octobre-novembre).

## Temple jaïn
Le temple est de style Vijayanagara et de forme rectangulaire. Il est construit en granit. Ses parois ne comportent pas d'inscriptions, mais les piliers de l'ardha mandapa sont décorés de motifs floraux, d'oiseaux et de sarpabandha. Il a été construit au XIVe siècle par une communauté jaïne parlant le kannada et originaire du Mysore.

## Environnement
La ville est réputée pour sa propreté et sa gestion efficace des déchets.

## Galerie de photos

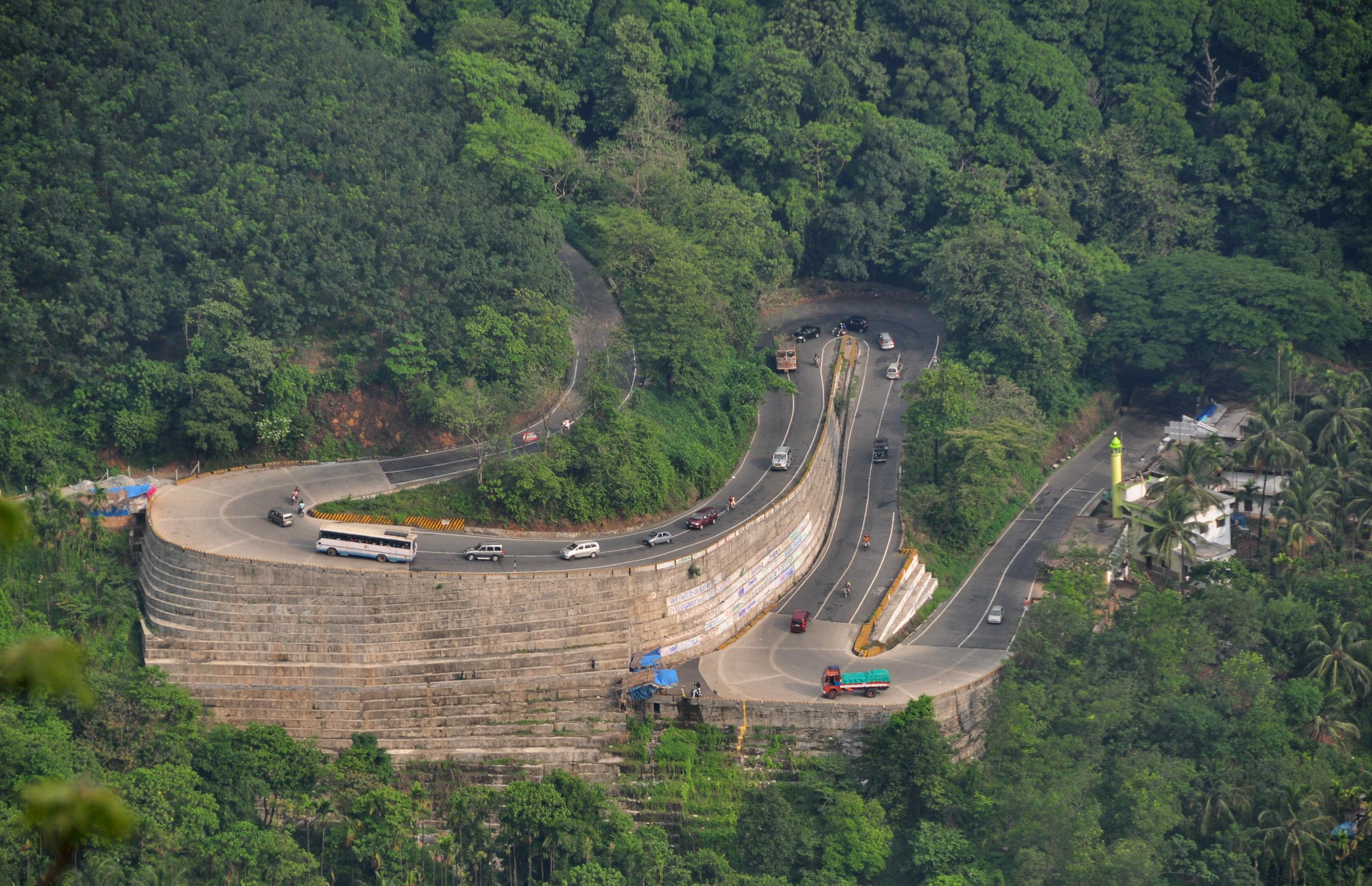
Route de la passe de Thamarassery
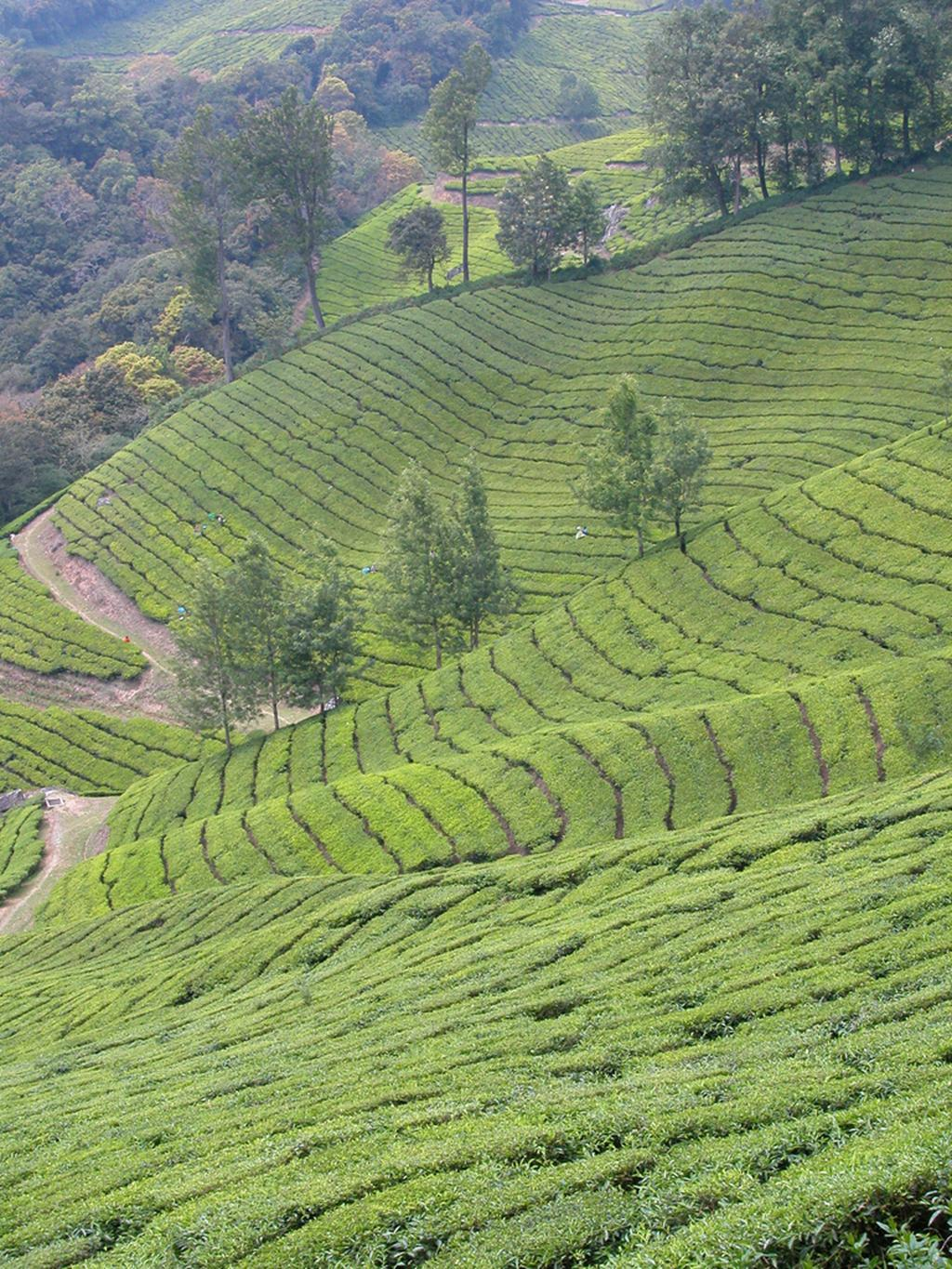
Plantation de thé
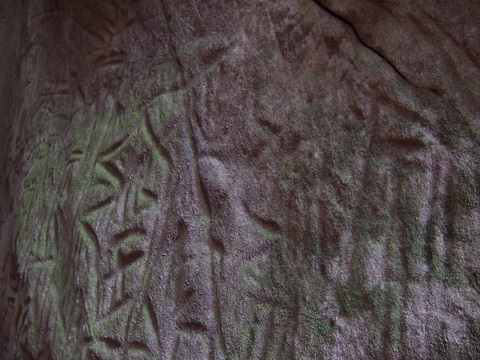
Gravure rupestre (3 000 ans av. J.-C.)
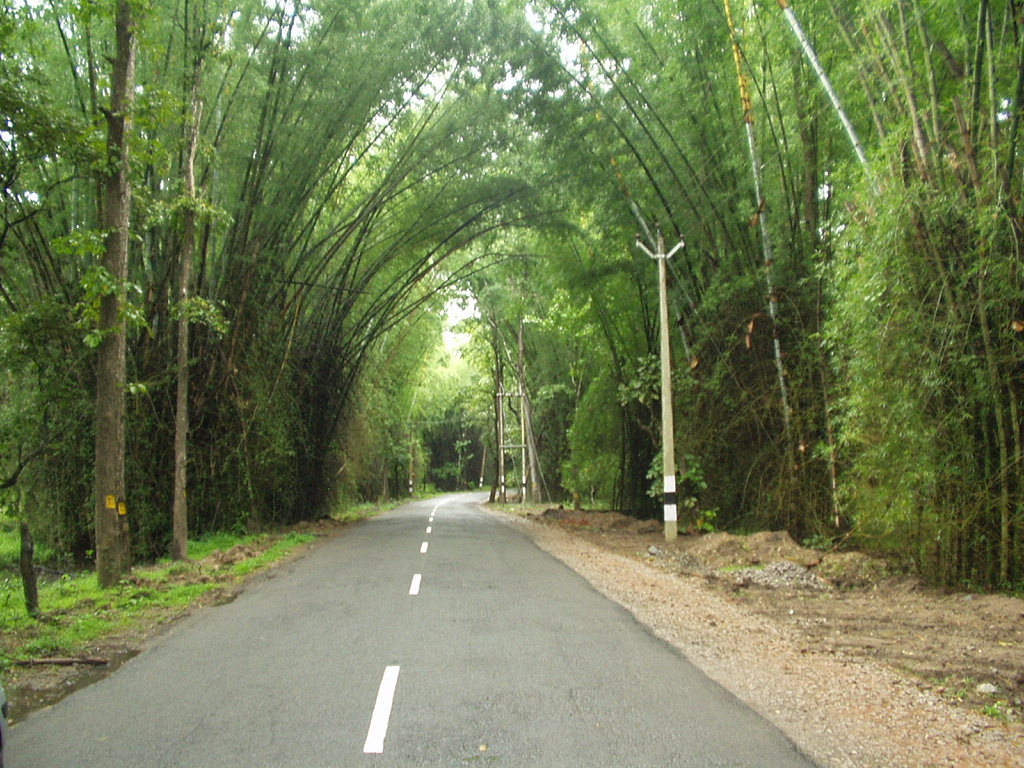
Route